# Joyce Carol Oates
Joyce Carol Oates (n. 16 iunie 1938, Lockport, statul New York) este o scriitoare americană. Oates a publicat prima sa carte în 1963 și de atunci i-au apărut 58 de romane, un mare număr de piese de teatru, nuvele și mai multe volume de povestiri scurte, poezie și non-ficțiune.
Oates a câștigat numeroase premii pentru scrierile sale, incluzând cunoscutul National Book Award, pentru romanul său Them (1969), două premii O. Henry Awards, premiul National Humanities Medal și Jerusalem Prize (2019). Romanele sale Apa neagră (en  Black Water - 1992), Pentru ceea ce am trăit (en  What I Lived For (1994) și Blonda (en  Blonde - 2000), precum și grupările de povestiri Roata dragostei (en  The Wheel of Love (1970) și Drăgăstos, întunecat, adânc - Povestiri (titlul original, Lovely, Dark, Deep: Stories - 2014) au fost admise în faza finală pentru Premiul Pulitzer.

## Biografie
Oates s-a născut Lockport, New York. Este cel mai mare dintre cei trei copii ai Carolinei (născută Bush), o gospodină de origine maghiară, și a lui Frederic James Oates, un proiectant de scule. A fost crescută în spiritul religiei catolice dar este în prezent atee. Fratele ei, Fred Jr., s-a născut în 1943, și sora ei, Lynn Ann, care are o formă severă de autism, s-a născut în 1956. Oates a crescut într-o comunitate muncitorească agricolă din Millersport, New York, caracterizând familia sa ca pe "o familie fericită, aproape unită și extraordinară pentru timpul, locul și statutul nostru economic" dar copilăria ei a descris-o ca pe "o încăierare zilnică pentru existență.""  Bunica sa din partea tatălui, Blanche Woodside, locuia cu familia și era "foarte apropiată" de Joyce. După moartea lui Blanche, Joyce a aflat că tatăl lui Blanche s-a sinucis și că Blanche a ascuns ulterior originea ei evreiască; Oates a folosit apoi unele aspecte din viața bunicii sale în romanul Fiica Groparului (The Gravedigger's Daughter, 2007).
A scris romane de suspans sumbre sub pseudonimul Rosamond Smith și șapte colecții de povestiri de ficțiune macabră. A primit numeroase premii literare, inclusiv National Book Award (1969), două premii O. Henry și National Humanities Medal. Romanele sale Black Water (1992), What I Lived For (1994), Blonde (2000) și colecțiile de povestiri The Wheel of Love and Other Stories (1970) și Lovely, Dark, Deep: Stories (2014) au fost nominalizate fiecare la Premiul Pulitzer.  Romanul Zombie  a primit Premiul Bram Stoker. Împreună cu fostul ei soț decedat Raymond J. Smith a condus revista literară Ontario Review. 
A mai publicat romane sub pseudonimul Lauren Kelly.

## Lucrări scrise

### Romane
- With Shuddering Fall (1964)
- A Garden of Earthly Delights (1967)
- Expensive People (1968)
- them (1969)
- Wonderland (1971)
- Do With Me What You Will (1973)
- The Assassins (1975)
- Childwold (1976)
- Son of the Morning (1978)
- Cybele (1979)
- Unholy Loves (1979)
- Bellefleur (1980)
- Angel of Light (1981)
- A Bloodsmoor Romance (1982)
- Mysteries of Winterthurn (1984)
- Solstice (1985)
- Marya: A Life (1986)
- You Must Remember This (1987)
- American Appetites (1989)
- Because It Is Bitter, and Because It Is My Heart (1990)
- Foxfire: Confessions of a Girl Gang (1993) (pe acest roman s-a bazat  filmul din 1996 Foxfire)
- What I Lived For (1994)
- Zombie (1995)
- We Were the Mulvaneys (1996)
- Man Crazy (1997)
- My Heart Laid Bare (1998)
- Broke Heart Blues (1999)
- Blonde (2000)
- Middle Age: A Romance (2001)
- I'll Take You There (2002)
- The Tattooed Girl (2003)
- The Falls (2004)
- Missing Mom (2005)
- Black Girl / White Girl (2006)
- The Gravedigger's Daughter (2007)
- My Sister, My Love (2008)
- Little Bird of Heaven (2009)
- Mudwoman (2012)[27]
- Daddy Love (2013)
- The Accursed (2013)
- Carthage (2014)
- The Sacrifice (2015)
- Jack of Spades (2015)
- The Man Without a Shadow (2016)[28]
- A Book of American Martyrs (2017)

### Colecții de povestiri
- By the North Gate (1963)
- Upon the Sweeping Flood And Other Stories (1966)
- The Wheel of Love and Other Stories (1970)
- Marriages and Infidelities (1972)
- The Goddess and Other Women (1974)
- The Hungry Ghosts: Seven Allusive Comedies (1974)
- Where Are You Going, Where Have You Been?: Stories of Young America (1974)
- The Poisoned Kiss and Other Stories from the Portuguese (1975)
- The Seduction and Other Stories (1975)
- Crossing the Border (1976)
- Night-Side (1977)
- All the Good People I've Left Behind (1979)
- A Sentimental Education (1980)
- Last Days: Stories (1984)
- Raven's Wing (1986)
- The Assignation (1988)
- Oates in Exile (1990)
- Heat & Other Stories (1991)
- Where is Here? (1992)
- Where Are You Going, Where Have You Been?:Selected Early Stories (1993)
- Haunted: Tales of the Grotesque (1994)
- Demon and other tales (1996)
- Will You Always Love Me? And Other Stories (1996)
- The Collector of Hearts: New Tales of the Grotesque (1998)
- Faithless: Tales of Transgression (2001)
- I Am No One You Know: Stories (2004)
- The Female of the Species: Tales of Mystery and Suspense (2006)
- High Lonesome: New & Selected Stories, 1966-2006 (2006)
- The Museum of Dr. Moses: Tales of Mystery and Suspense (2007)
- Wild Nights! (2008)
- Dear Husband (2009)
- Sourland: Stories (2010)
- Give Me Your Heart: Tales of Mystery and Suspense (2011)
- The Corn Maiden and Other Nightmares (2011)
- Black Dahlia & White Rose (2012)
- Evil Eye: Four Novellas of Love Gone Wrong (2013)
- High Crime Area: Tales of Darkness and Dread (2014)
- Lovely, Dark, Deep (2014)
- The Doll Master and Other Tales (2016)

### Romane ca "Rosamond Smith"
- Lives of the Twins (1987) (titlu britanic: Kindred Passions)
- Soul/Mate (1989)
- Nemesis (1990)
- Snake Eyes (1992)
- You Can't Catch Me (1995)
- Double Delight (1997)
- Starr Bright Will Be With you Soon (1999)
- The Barrens (2001)

### Romane ca "Lauren Kelly"
- Take Me, Take Me With You (2003)
- The Stolen Heart (2005)
- Blood Mask (2006)

### Nuvele
- The Triumph of the Spider Monkey (1976)
- I Lock My Door Upon Myself (1990)
- The Rise of Life on Earth (1991)
- Black Water (1992)
- First Love: A Gothic Tale (1996)
- Beasts (2002)
- Rape: A Love Story (2003)
- The Corn Maiden: A Love Story (2005)
- A Fair Maiden (2010)
- Patricide (2012)
- The Rescuer (2012)

### Piese de teatru
- Miracle Play (1974)
- Three Plays (1980)
- Tone Clusters (1990)
- In Darkest America (1991)
- I Stand Before You Naked (1991)
- Twelve Plays (1991) (including Black)
- The Perfectionist and Other Plays (1995)
- New Plays (1998)
- Dr. Magic: Six One Act Plays (2004)

### Eseuri și memorii
- The Edge of Impossibility: Tragic Forms in Literature (1972)
- The Hostile Sun: The Poetry of D.H. Lawrence (1973)
- New Heaven, New Earth: The Visionary Experience in Literature (1974)
- The Picture of Dorian Gray: Wilde’s Parable of the Fall (1980)
- Contraries: Essays (1981)
- The Profane Art: Essays & Reviews (1983)
- On Boxing (1987)
- (Woman) Writer: Occasions and Opportunities (1988)
- George Bellows: American Artist (1995)
- They Just Went Away (1995)
- Where I've Been, And Where I'm Going: Essays, Reviews, and Prose (1999)
- The Faith of A Writer: Life, Craft, Art (2003)
- Uncensored: Views & (Re)views (2005)
- The Journal of Joyce Carol Oates: 1973-1982 (2007)
- In the Absence of Mentors/Monsters (2009)
- In Rough Country (2010)
- A Widow's Story: A Memoir (2011)
- Joyce Carol Oates creates Evangeline Fife, who interviews Robert Frost: Lovely, Dark, Deep (2013) published in "Dead Interviews" [29]
- The Lost Landscape: A Writer's Coming of Age (2015)

### Poezie
- Women In Love and Other Poems (1968)
- Anonymous Sins & Other Poems (1969)
- Love and Its Derangements (1970)
- Angel Fire (1973)
- Dreaming America (1973)
- The Fabulous Beasts (1975)
- Season of Peril (1977)
- Women Whose Lives Are Food, Men Whose Lives Are Money (1978)
- Invisible Woman: New and Selected Poems, 1970–1982 (1982)
- The Time Traveler (1989)
- Tenderness (1996)

### Ficțiune pentru adolescenți
- Big Mouth & Ugly Girl (2002)
- Small Avalanches and Other Stories (2003)
- Freaky Green Eyes (2003)
- Sexy (2005)
- After the Wreck, I Picked Myself Up, Spread My Wings, and Flew Away (2006)
- Two or Three Things I Forgot to Tell You (2012)

### Ficțiune pentru copii
- Come Meet Muffin! (1998)
- Where Is Little Reynard? (2003)
- Naughty Chérie! (2008)

### Ficțiune scurtă
- „Where Are You Going, Where Have You Been?”, prima publicare în revista Epoch, vara 1966[30]
  - ro.: „Încotro pleci? De unde vii?”  (Almanah Anticipația 1999-2000, traducere de Lidia Vianu)

| Titlu                                          | An   | Prima publicare | Retipărire/colecție                                                                                                   | Note |
| ---------------------------------------------- | ---- | --- | --- | ---- |
| In shock                                       | 2000 | „In shock”. F&SF. 98 (6): 88–118. 2000. | |      |
| Mudgirl saved by the King of Crows. April 1965 | 2011 | „Mudgirl saved by the King of Crows. April 1965” (PDF). Boulevard. 26 (3): 1–12. 2011. Arhivat din original (PDF) la 5 mai 2015. Accesat în 20 februarie 2015. | Henderson, Bill, ed. (2013). The Pushcart Prize XXXVII : best of the small presses 2013. Pushcart Press. pp. 139–150. |      |

### Recenzii cărți
| Date | Articol | Carte                                   |
| ---- | --- | --------------------------------------- |
| 2015 | „You will get yours : a novel of rage and revenge in the N.Y.P.D”. The Critics. Books. The New Yorker. 91 (1): 72–73. 16 februarie 2015. Accesat în 8 iunie 2015. | Brandt, Harry (2015). The Whites. Holt. |